# Centro Médico Nacional 20 de Noviembre
El Centro Médico Nacional 20 de Noviembre es un hospital en la Ciudad de México, construido por el Instituto de Seguridad y Servicios Sociales de los Trabajadores del Estado  (ISSSTE). Fue inaugurado por el presidente Adolfo López Mateos en 1961. Es el nosocomio de más alta especialidad del ISSSTE en todo el país.

## Historia
El 20 de Noviembre fue concebido como centro de una red hospitalaria pública con seis hospitales de zona en la Ciudad de México y cuarenta y ocho clínicas en sus distintas delegaciones. La totalidad de la red fue construida en la década de los sesenta y la mayor parte de sus instalaciones continúan en operación. La infraestructura hospitalaria del ISSSTE arrancó con la adquisición de un edificio que iba a ser el Hospital Fajer. Para 1961 ya estaba convertido en el Centro Hospitalario 20 de Noviembre. Cuando fue inaugurado, el hospital contaba con 600 camas, equipo moderno, una guardería infantil y un estacionamiento de cuatro niveles. El edificio fue diseñado por los arquitectos Enrique y Agustín Landa Verdugo, quienes adaptaron una construcción en obra negra, comprada por el gobierno a un particular, a las necesidades del nuevo hospital. Aunado a la creación de hospitales, la Dirección de Pensiones Civiles y de Retiro (actualmente ISSSTE), encomendó al arquitecto Mario Pani la construcción del Centro Urbano Presidente Alemán. Este centro habitacional ha sido testigo del desarrollo del Centro Médico Nacional. Según el arquitecto Miquel Adrià, el hospital es una de las 25 obras más significativas de la arquitectura mexicana en el siglo XX.
Como Unidad Médica de alta especialidad, en 1994 el hospital fue remodelado y se cambió su nombre de Centro Hospitalario 20 de Noviembre por Centro Médico Nacional 20 de Noviembre. En 2005 se realizó la primera radiocirugía en epilepsia en México en el hospital. En el año 2015 con la ayuda del robot Da Vinci, se realizó la primera cirugía robótica en el Centro Médico Nacional 20 de Noviembre.

## Ubicación
El Centro Médico Nacional 20 de Noviembre, se encuentra ubicado en la Avenida Félix Cuevas, en la Colonia del Valle. Fuera del hospital se encuentra la estación Hospital 20 de Noviembre de la línea 12 del Metro de la Ciudad de México. También se encuentra a 10 minutos la estación del metro Zapata de la línea 3, la cual establece conexión con la línea 12. Otra vía de comunicación es el Metrobús, la estación más cercana se llama Félix Cuevas, ubicada en Avenida Insurgentes Sur, esquina con Avenida Extremadura,  por lo que el Centro Médico Nacional 20 de Noviembre, tiene diversas opciones de acceso.